# قرار مجلس الأمن التابع للأمم المتحدة رقم 1755
قرار مجلس الأمن التابع للأمم المتحدة رقم 1755، المتخذ بالإجماع في 30 أبريل 2007.

## القرار
مدد مجلس الأمن ولاية بعثة الأمم المتحدة في السودان حتى 31 أكتوبر 2007، وطلب من الأمين العام تعيين ممثل خاص جديد للبلد على وجه السرعة.
ودعا المجلس الأطراف في اتفاق السلام الشامل إلى تسريع التقدم في تنفيذ جميع التزاماتهم، ولا سيما تنفيذ إنشاء وحدات متكاملة مشتركة وغيرها من جوانب إصلاح قطاع الأمن.
ودُعيت الأطراف أيضا إلى إعادة تنشيط عملية نزع سلاح المقاتلين وتسريحهم وإعادة إدماجهم؛ استكمال إعادة انتشار القوات بشكل كامل ومتحقق منه بحلول 9 تموز / يوليو 2007؛ واتخاذ الخطوات اللازمة لإجراء الانتخابات الوطنية وفق الإطار الزمني المتفق عليه، من بين أمور أخرى.
كما دعا المجلس الأطراف في جميع الاتفاقات ذات الصلة إلى احترام التزاماتها والتنفيذ الكامل لجميع جوانب تلك الاتفاقات دون تأخير. كما دعا الأطراف التي لم توقع على اتفاق سلام دارفور إلى القيام بذلك دون تأخير وعدم التصرف بأي طريقة من شأنها أن تعرقل تنفيذه.
وقال ممثل قطر، في معرض شرحه لموقفه قبل اعتماد النص، إن السودان قد اتخذ العديد من الخطوات الإيجابية بالشراكة مع الأمم المتحدة والاتحاد الأفريقي. وكل ما هو مطلوب الآن هو المساعدة القائمة على التشجيع والاحترام المتبادل للحفاظ على ما تم تحقيقه والبناء عليه وحمايته من أي أثر سلبي.
وتابع أن الغرض من النص هو تجديد ولاية بعثة الأمم المتحدة في السودان. وقد أعرب وفده عن تعليقاته أثناء النظر في النسخة الأولى من النص، والتي تجاوزت الغرض المقصود منها وتناولت مختلف القضايا التي يمكن أن تعالجها آليات أخرى. كما أن صياغة المشروع لا تتماشى مع التطورات الإيجابية الأخيرة في العلاقات بين السودان والأمم المتحدة.

## روابط خارجية
- نص القرار في undocs.org